# جزيرة الزخنونية
الزخنونية جزيرة تقع على بعد بضعة أميال إلى الجنوب الشرقي من ميناء الأحساء التاريخي المعروف باسم العقير. وهي جزيرة صغيرة غير مأهولة ولكنها كانت تتمتع ببعض المزايا الجغرافية، فجرى الخلاف حولها بين السلطات العثمانية في الأحساء والقطيف، وبين السلطات البريطانية التي تحتل البحرين.
يوجد بها العديد من الكائنات الحية والطيور والأسماك كما تعد موطن أصلي لكثير من الطيور المهاجرة ومنها طائر النورس وهو الطائر الذي يرمز للحرية والترحال وتعد الزخنونية مهد العديد من الكائنات الحية ومنها طائر النورس وبالرجوع للقرائن التاريخية تعد الأحساء وما يسمى بإقليم الأحساء والمعروف بالجزء الشرقي من شبه الجزيرة العربية على امتداد الخليج العربي من جنوب البصرة وحتى عمان وهذا الإقليم -الأحساء- يعتبر بلاد منشأ لدول الخليج العربي ومنها وإليها تعود الهجرات والاستيطان البشري منذ حضارات العبيد وما قبلها وكانت الزخنونية محط اهتمام لتنوع المصادر المأهولة بالحياة البحرية والبرية ومنها ما يرتبط بالطيور المهاجرة عمومًا ومنها بشكل خاص طائر النورس.

## التسمية
يرجع سبب تسمية الجزيرة نسبة إلى أفراد أو كما يطلق فخيذه من قبائل بني هاجر يطلق عليهم الزخانين. والقصة تعود إلى حرب قام فيها عدد من المقاتلين بقتل أفراد من الزخانين وهم رجل وابنه كما تم خطف بنت كانت معهم. وما إن وصل الخبر إلى أبناء عمومتهم حتى احتشدوا للنيل من الخاطفين الذين احتموا بالجزيرة، وكان عدد المقاتلين كثير مما جعل بني هاجر يحشدون أكبر قدر ممكن قبل الدخول إلى الجزيرة، ووقعت الحرب وانتصر فيها بني هاجر. وسميت تلك الحرب بحرب الزخنونية وكذلك الجزيرة نسبة للفتاة وإلى الحرب التي وقعت بها.

## الموقع
جزيرة الزخنونية تقع على بعد نحو عشرة أميال في الجنوب الشرقي لميناء العقير، وعلى بعد عشرين ميلاً في الجنوب الغربي للطرف الجنوبي لجزيرة البحرين، وعلى بعد 32 ميلاً في الشمال الغربي من نهاية دوحة سلوى.
وهي موازية للساحل الذي يفصلها عنه قناة يبلغ عرضها قدمان، ويقدر طول الجزيرة بنحو أربعة أميال، وأكبر عرض لها يبلغ ميلاً ونصف الميل.وبسبب موقعها الجغرافي المميز تم أستخدامها من قبل الزخانين لعمليات القرصنة على السفن التجارية مما ارهق الأمراطوريتين العثمانية و البريطانية  موقعها الاستراتيجي جعلها نطقة خلاف بين ملكية جزيرة زخنونية بين الامبراطوريتين العثمانية والبريطانية في وقت الاستعمار.

## السكان
الجزيرة قاحلة وبدون ماء عذب لذلك لا يوجد عليها سكان دائمون، فقد أقام بها الدواسر لعدة سنين عند هجرتهم من نجد إلى البحرين، ثم هجروها، لكن لا تزال هناك زيارات لجزيرة الزخنونية في بعض المناسبات كالصيد مثلاً في الشتاء، وقد بنى بها الشيخ علي بن خليفة من البحرين قلعة منذ حوالي أربعين عاماً أو يزيد، وهي الآن عبارة عن أطلال.
سكن الجزيرة الزخانين مدة من الزمن بعد انتصارهم بالحرب ولكن نظراً لظروف الجزيرة القاسية لم يستطيعوا الصمود بها كثيراً وخاصة أنهم كانوا من البدو الرحل  مما جعلهم يرحلون مع أبناء عمومتهم. بعد ذلك سكن الجزيرة عدة قبائل منها الدواسر ولكن كذلك لم يستمروا بها وقت طويل.